# Ајвалик
Ајвалик (тур. Ayvalık, грч. Αϊβαλί) је град на западу Турске. Налази се на обали Егејског мора, а са супротне стране је грчко острво Лезбос. Ајвалик се налази у заливу а око њега се налази већи број острва. Ајвалик је спојен са неколико оближњих острва путем и мостовима.Тако да се део Ајвалика налази на острву-полуострву Џунда. Захваљујући туризму и улагањима у туризам Ајвалик је постао значајна туристичка дестинација за многе туристе из Европе и саме Турске. Од Ајвалика је удаљено 5 километара летовалиште Саримсакли. Задњих година је Саримсакли популарна дестинација за туристе из Србије. Ту је рођен грчки иконописац и књижевник Фотије Кондоглу.

## Демографија
| 1990.  | 2000.  |
| ------ | ------ |
| 25.687 | 31.986 |

Према званичним подацима  2021. године Ајвалик је имао 71063 становника.

## Парк природе
Ајвалик је под заштитом државе због своје културе и природе од 1946. године. Од 1995. године заштићен је као Парк природе због тога што је идентификовано 750 биљних врста из Анадолије и 4 ендемичне, које расту само у овом региону у Свету.

## Маслине
У околини Ајвалика расте преко 2.000.000 стабала маслина тако да је значајна привредна грана узгој и прерада маслина. У самој околини налази се неколико фабрика маслина. Једна од фабрика за прераду маслина је "Озгун" . Ово је породична фабрика већ скоро сто година.
Прерада маслина се врши на традиционални начин али савременим машинама и у савременим посудама.
Поред маслиновог уља производе се и продају маслине, припремљаене на разне начине и други производи од маслина.  
- Фабрика за прераду маслина
- Машина за прераду маслина
- Део фабрике
- Производи од маслина
- Маслиново уље из Ајвалика

## Видиковац "Рајски врх"
На једном од брда изнад Ајвалека налази се популарни видиковац "Рајски врх" или "Џенет тепе" са кога се види нови део Ајвалека залив и околна острва и полуострва. Јасно се види део Ајвалека острво Џунда које мостом претворено у полуострво. 
- Полуострво Џунда и мост
- Други мост со острва
- Острва и део "Новог Ајвалика"
- Панорама
- Поглед на Ајвалик

## Видиковац "Ђавоља трпеза"
Недалеко од Ајвалика налази се видиковац "Ђавоља трпеза" или "Шејтан софра". Видиковац је ограђен и ту има неколико ресторана и "Бунар жеља". Са видиковца се пружа изванредан поглед на Ајвалик околна полуострва и острво "Лезбос". У току туристичке сезоне се свако вече скупи по неколико стотина туриста да гледају величанствени "Залазак Сунца иза Лезбоса"

### Погледи са Видиковца "Ђавоља трпеза"
- Улазак на видиковац
- Поглед 1
- Поглед 2
- Поглед на Ајвалик
- Поглед 4
- Залазак Сунца иза Лезбоса
- Залазак Сунца иза Лезбоса 2
- Залазак Сунца иза Лезбоса